# غرانفيل كارتر
غرانفيل كارتر (بالإنجليزية: Granville Carter)‏ هو نحات أمريكي، ولد في 18 نوفمبر 1920، وتوفي في 21 نوفمبر 1992.